# بلیندا بنچیچ
بلیندا بنچیچ (اسلواکی: Belinda Benčičová؛ زادهٔ ۱۰ مارس ۱۹۹۷) یک تنیس‌باز اهل سوئیس است.
بلیندا در سال ۲۰۱۳ در گرانداسلم‌های رولاند گروس و ویمبلدون جوانان به قهرمانی رسید.
اولین عنوان حرفه ای او در سال ۲۰۱۵ در مسترز کانادا و با پیروزی بر سیمونا هلپ رقم خورد.
بلیندا در هاپمن کاپ ۲۰۱۷ به همراه راجر فدرر در این مسابقات شرکت کرد ولی موفق به قهرمانی در این مسابقات نشدند.
بلیندا در سال ۲۰۱۸ هم به همراه راجر فدرر در هاپمن کاپ شرکت کرد و توانست به قهرمانی دست یابد. بنچیچ به همراه راجر فدرر در سال ۲۰۱۹ بار دیگر در هاپمن کاپ شرکت و موفق به دفاع از عنوان خود گردیدند.
بلیندا در آخرین گرانداسلم سال ۲۰۱۹ تا مرحله نیمه‌هایی پیش رفت ولی نتوانست به فینال صعود کند او در این مسابقات اوساکا را از پیش برداشت او در کرملین کاپ ۲۰۱۹ به دومین قهرمانی خود در سال ۲۰۱۹ دست یافت.